# 筲箕湾

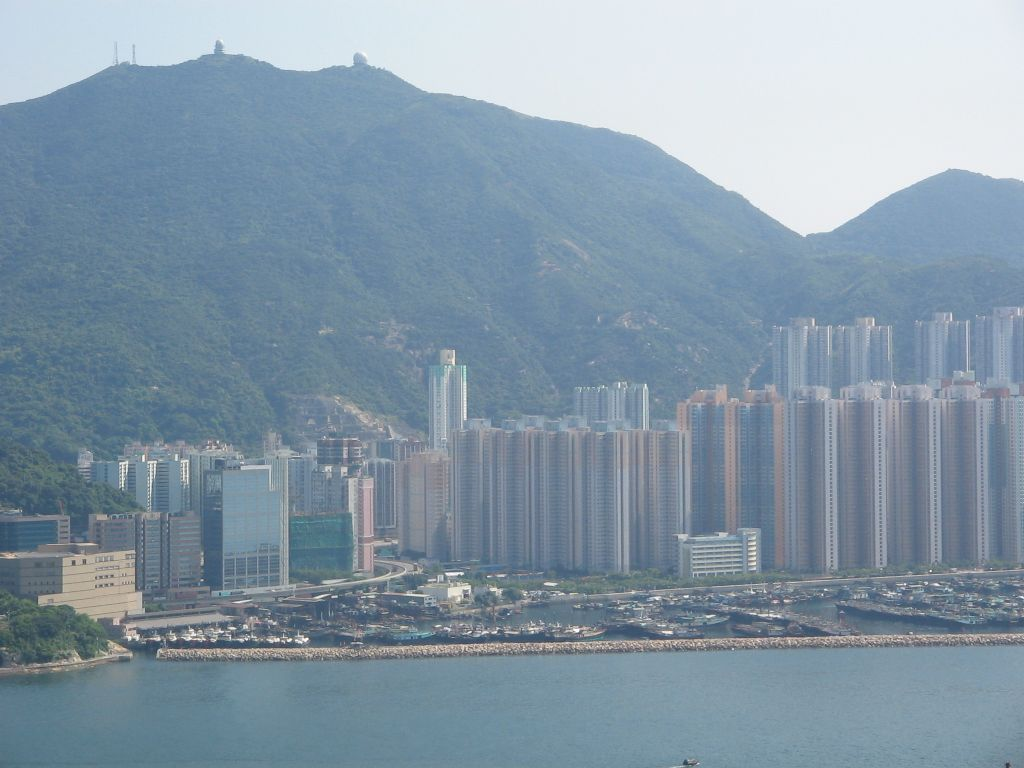
筲箕湾

筲箕湾（そうきわん、広東語読み：サウケイワン、広東語ピン音： Saau1gei1waan1、繁体字: 筲箕灣, 英語: Shau Kei Wan）は、香港島東部にある住宅・商業地区。

## 概要
筲箕湾は、香港の18行政区でいうと、北角、鰂魚涌、太古城、康山、西湾河、柴湾、小西湾などで構成される東区に属する。香港島東部の交通の要衝でもある。というのは、香港名物2階建て路面電車の東側の起終点であり、地下鉄港島線の駅及びバスターミナルがあるためである。また、赤いミニバスの発着が多いのも特徴である。
トラムの起終点周辺は、香港のどこにでもあるような庶民的な商店街と住宅が立ち並び、その一方で高台と、海辺には近代的な高層住宅群が並ぶ。海辺の住宅地区は、別名「アルドリッチベイ（愛秩序湾）」とも呼ばれている。
香港島南区の大浪湾、石澳方面へのバス路線の出発点でもある。石澳はじめ、鉄道のない香港島南部へ出かけるために、ここで地下鉄からバスなどに乗りかえる人が多い。石澳へ行くには、ここから2階建てバス「9番」が出ている。またこれとは別に休日を中心に、レジャー客を当て込んだ赤いミニバスも多く出発する。筲箕湾発石澳行きのミニバスで大浪湾に行くことができる（ただし、大浪湾へ行く乗客がいなかった場合は、大浪湾を経由せず、石澳に直行する）。大浪湾という地名は、香港には3箇所ある。香港島のほか、西貢北東方の半島部、ランタオ島南西部にあるので、注意が必要。

## 歴史
「湾」という名が示すように、もともとは入り江となっていた場所で、良好な漁港となっていた。「筲箕」は米を洗って水を切るのに使う笊（ざる）を意味するが、湾の形状がこれに似ていたため名付けられたと言われる。明の万暦年間に編纂された海図集『粤大記』にはすでに記載されている。明代に、台風でここにたどり着いた商船が、あたりで食料を探したが、人もおらず、入手できずに飢えに苦しんだため、「餓人湾」という俗称もあったといわれる。
18世紀の中頃、台風を避けるのにいい場所として漁民が集まるようになり、後に香港5大漁港のひとつに数えられるほどになった。また、附近では、恵州から来た客家人が花崗岩を採掘するようになった。1841年の人口センサスでは、筲箕湾には約1200人が住んでおり、当時の香港島の人口4350人の約28%を占めたが、大部分は蛋民であった。1860年代に海賊が横行するようになり、香港総督の命令で一帯のバラックは整理された。
中華民国が成立した1911年には、人口は7000人に増え、1920年代には簡単な工業も興るようになった。第二次世界大戦後、大量の難民が中国大陸からやってきて、附近の山あいに13の村を形成したが、環境が劣悪なバラック住宅がほとんどであった。
1960年代より香港政府による大規模な区画整理事業が開始され、また大規模な埋め立て工事も始められ、漁港は姿を消した。
1976年2月1日、旧正月のさなか、バラック住宅街から出火。800棟が焼失、3000人が焼け出された。また、1983年に聖十字径の大火事で附近の住民の多くが焼け出されたことも、再開発の契機となった。政府は、辺りの山を切り開いて造成し、耀東邨、興東邨等の公共住宅を建設し、現在の高層住宅群の走りとなった。

## 学校

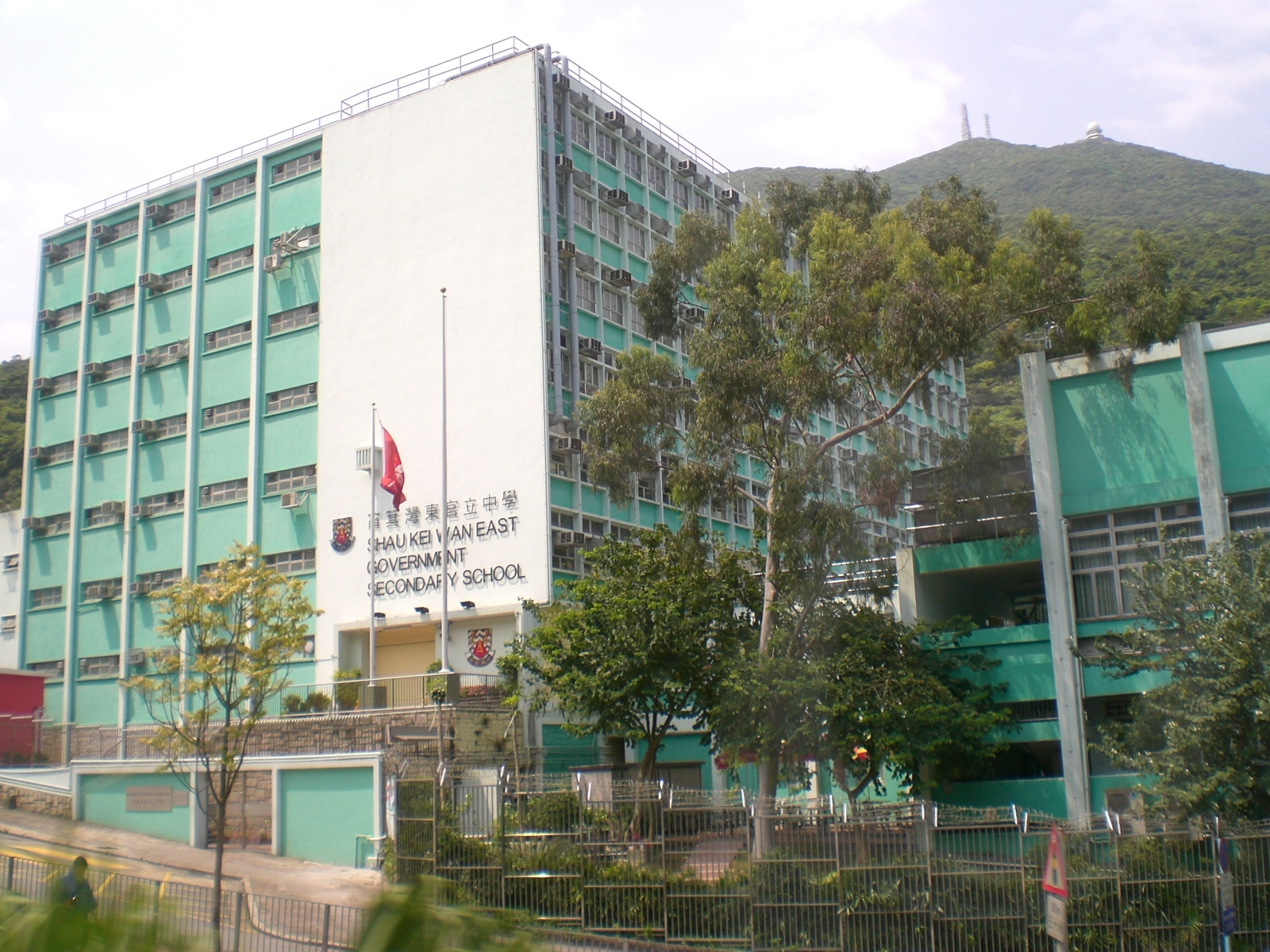
筲箕湾東官立中学

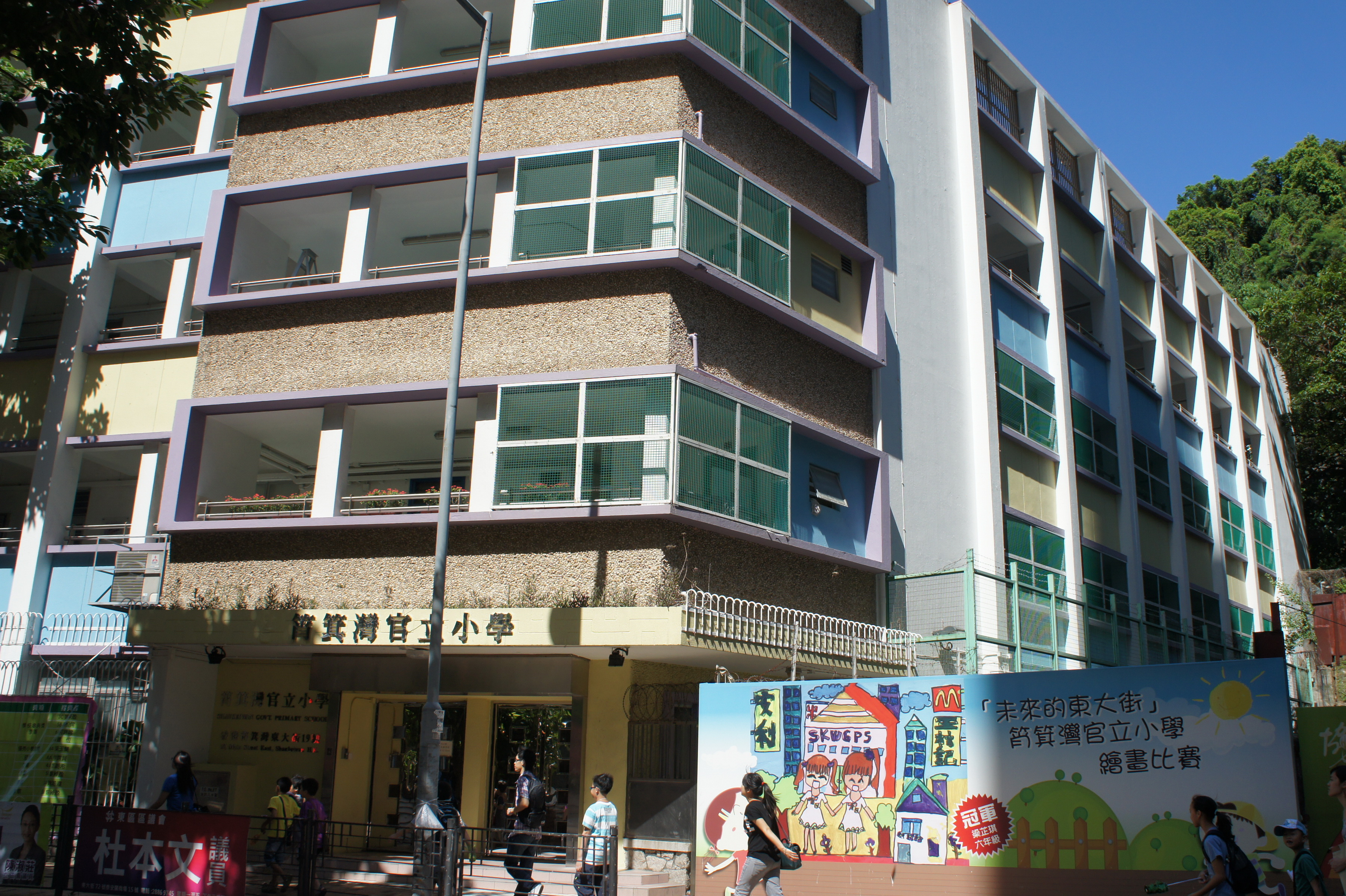
筲箕湾官立小学

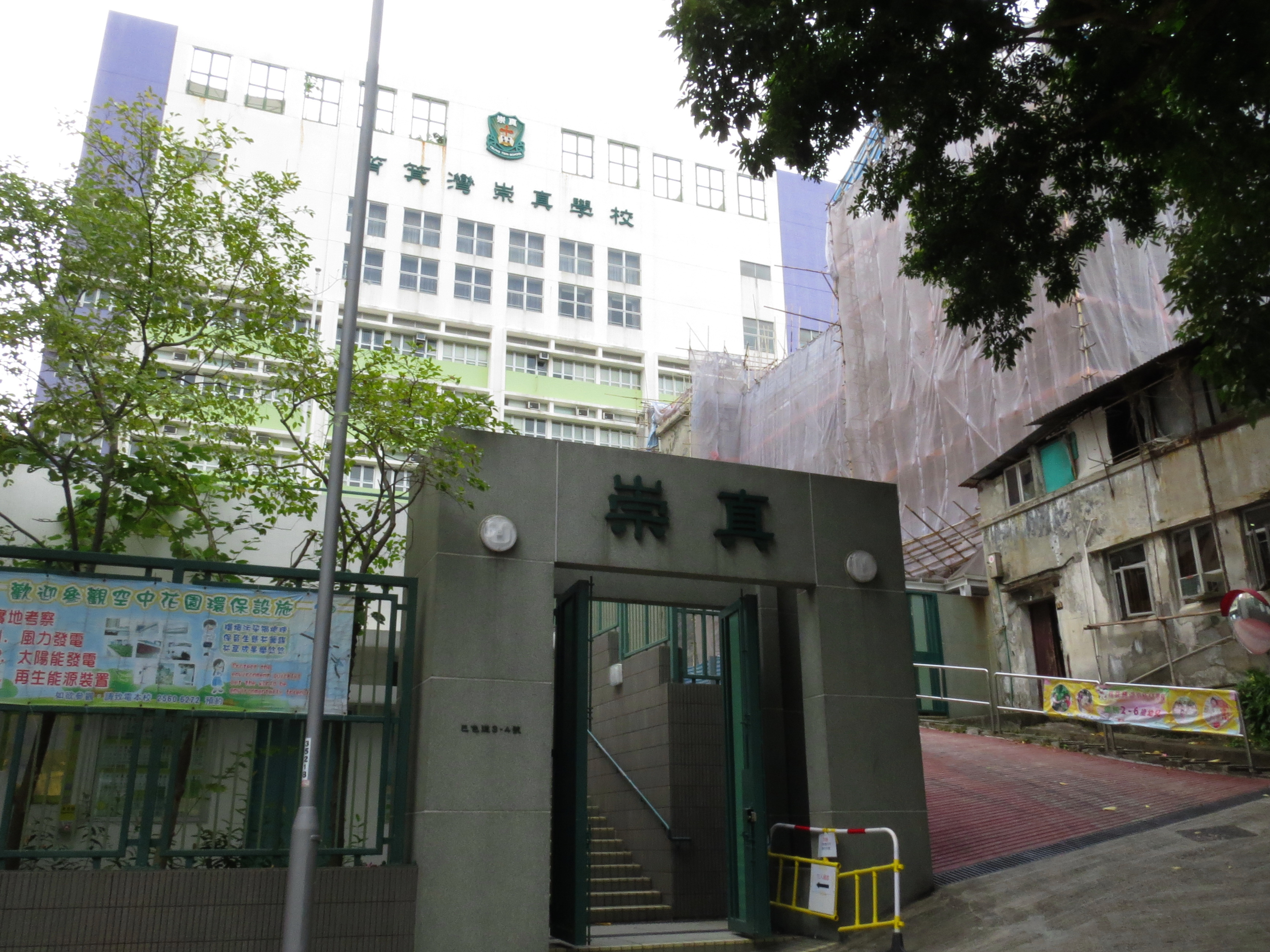
筲箕湾崇真学校

### 専上学院
- 香港芸術学院（中国語版）

### 中学校
- 聖馬可中学（中国語版）
- 慈幼英文学校 (中学部)
- 筲箕湾官立中学（中国語版）
- 筲箕湾東官立中学（中国語版）

### 小学校
- 筲箕湾崇真学校（中国語版）
- 慈幼英文学校 (小学部)
- 筲箕湾官立小学（中国語版）
- 励志会梁李秀娯紀念小学（中国語版）
- 香港中国婦女会丘佐栄学校（中国語版）
- 中華基督教会基湾小学 (愛蝶湾)（中国語版）
- 中華基督教会基湾小学（中国語版）
- 愛秩序湾官立小学（中国語版）